# Johann Christoph Clare
Johann Christoph Clare (* 1692 in Weißenfels; † 14. Novemberjul. / 25. November 1743greg. in Otepää) war ein aus Deutschland stammender Geistlicher in Estland und Verfasser einer südestnischen Grammatik.

## Leben und Werk
Clare studierte seit 1718 an der Universität Halle und seit 1719 an der Universität Jena. Von 1723 an bekleidete er bis zu seinem Tode das Amt des Pastors von Otepää im estnischsprachigen Teil der damaligen Provinz Livland im Russischen Reich.
Da von den häufig aus dem Ausland stammenden Geistlichen schon seit dem Mittelalter Estnischkenntnisse verlangt wurden, war es üblich, dass sie selbst häufig Hilfsmittel zum Erlernen der Sprache anfertigten. Weil die erste südestnische Grammatik von Johann Gutslaff aus dem Jahre 1648 zu Clares Zeiten bereits eine Rarität war, stellte er selbst eine neue Grammatik samt Wörterbuch zusammen. Sie ist jedoch nicht gedruckt, sondern lediglich mehrmals abgeschrieben worden und hat als Manuskript in bescheidenem Ausmaße Verbreitung gefunden. Wichtigster Multiplikator war August Wilhelm Hupel, der sich in seiner beide Hauptdialekte des Estnischen umfassenden Grammatik von 1780 im südestnischen Teil auf Clare bezieht. Der nordestnische Teil von Hupels Werk stützt sich auf die 1732 erschienene Grammatik von Anton thor Helle.
Von besonderem Wert ist das südestnische Wörterbuch, das Clare zusammenstellte. Eigentlich stellt dieses die Hauptarbeit dar, die Grammatik deren Anhang; auch das Wörterbuch blieb unveröffentlicht. Es enthält ca. 7500 südestnische Wörter und ist das größte seiner Art. Es dürfte, wie die Grammatik, in den 1720er-Jahren entstanden sein.
Clare war ferner Mitarbeiter an einer Neuausgabe des südestnischen Gesangbuchs.

## Bibliografie

### Gedrucktes
- Mönni hä Laulo, Tarto-Ma Koggodussille hääsz tettu. [Koost. Gottfried Friedrich Rauschert, Albrecht Sutor, Johann Christoph Clare]. Riga 1726. 31 S., ²1732, ³1743.

### Handschriften
- Vocabularium Esthonico-Teutonicum et Teutonico-Esthonicum Dorpatensi dialecto accommodatum curante Joanne Christophero Clare, Pastore Odenpaeensi; im Anhang: Specimen Esthonica Grammaticae Theoretico-practicum Dorpatensi dialecto Accommodatum. 309 + 69 S.[6]
- Cellarius Esthonico Teutonicus Dorpatensi dialecto accom[m]odatus oder Esthnisch-Deutsches Wörtrerbuch. … ; ohne Grammatikteil. Anno Christi 1734. 310 + 262 S.
- Cellarius Esthonico-Germanicus oder Wörter-Buch der Ehstnischen Sprache und zwar Dörptischer Mund-Art, nebst dem deutschen Register, wie auch einer kurtzen Ehstnische Grammatica aufgesetzt von Johann Christoph Clare, PO. 1730. 310 + 254 S.
- Vocabularium Esthonico Teutonicum et Teutonico Esthonicum Dorpatensi Dialecto accommodatum. 828 + 264 S.